# Stalhille
Stalhille est une section de la commune belge de Jabbeke située en Région flamande dans la province de Flandre-Occidentale. C'était une commune à part entière avant la fusion des communes de 1977.

## Démographie

### Évolution démographique
- Sources : INS, Rem. : 1831 jusqu'en 1970 = recensements, 1976 = nombre d'habitants au 31 décembre[2].

|  | Blasonnement : De sable à un cygne d'argent, becqué de gueules, nageant sur une onde au naturel. - Arrêté royal : 29 avril 1845 Source du blasonnement : Blason de Stalhille sur le site Heraldry-wiki.com |